# Metallea albifacies
Metallea albifacies är en tvåvingeart som beskrevs av Dear 1977. Metallea albifacies ingår i släktet Metallea och familjen Rhiniidae. Inga underarter finns listade i Catalogue of Life.